# Марк Ръфало
Марк Алан Ръфало (на английски: Mark Alan Ruffalo) е американски театрален и филмов актьор, носител на награди „Еми“ и „Сателит“, номиниран е за „Сатурн“, по две награди БАФТА, „Оскар“ и „Златен глобус“. Известни филми с негово участие са „Блясъкът на чистия ум“, „Събудих се на 30“, „Зодиак“, „Злокобен остров“, „Отмъстителите“, „Зрителна измама“ и други

## Биография
Марк Ръфало е роден на 22 ноември 1967 г. Кеноша, Уисконсин, в семейството на американци от италиански произход. Майка му Мери Роуз е фризьорка, а баща му Франк Ръфало е бояджия. Марк има две сестри на имена Таня и Никол и брат на име Скот, които също работят като фризьори. Майка му и по-голямата част от семейството им са католици, баба му, която живее с тях е евангелист, а баща му е последовател на бахайството.
Когато е тийнейджър, семейството му се премества във Вирджиния Бийч, Вирджиния. Марк учи в местната гимназия „First Colonial“, където става юношески щатски шампион по борба, също така играе и в училищни театрални постановки. След като Марк завършва гимназията, семейството му първо се премества в Сан Диего, а по-късно се заселват в Лос Анджелис.
В Лос Аджелис, Марк става един от съоснователите на театралната трупа „Orpheus“, също така учи в престижната консерватория „Стела Адлер“. След няколко години на уроци по актьорско майсторство, Ръфало започва кариерата си в лосанджелиските театри и с роли в независими филмови продукции.
През 2000 г. Марк Ръфало се жени за френско-американската актриса Сънрайз Койни. Те имат три деца – син на име Кийн (р. 2001) и две дъщери на имена Бела Ноше (р. 2005) и Одет (р. 2007). Понастоящем семейството им живее в Ню Йорк.
През 2001 г. Марк е диагностициран с мозъчен тумор. След като му е направена операция, се възстановява успешно.

## Филмография
| година | филм                           | оригинално заглавие                   | роля                   | бележки |
| ------ | ------------------------------ | ------------------------------------- | ---------------------- | --- |
| 1989   |                                | American Nuclear                      | Майкъл Дън             | телевизионен филм, част от „CBS Summer Playhouse“ |
| 1993   |                                | A Song for You                        | Гъс Дейвисън           | |
| 1994   |                                | Due South                             | Вини Уебър             | телевизионен сериал, 1 епизод |
| 1994   |                                | Mirror, Mirror 2: Raven Dance         | Крисчън                | |
| 1994   |                                | There Goes My Baby                    | Джей Ди                | |
| 1995   |                                | Mirror, Mirror III: The Voyeur        | Джоуи                  | |
| 1995   | A Gift from Heaven             |                                       |                        | |
| 1996   |                                | The Destiny of Marty Fine             | Брет                   | |
| 1996   |                                | The Last Big Thing                    | Брент Бенедикт         | |
| 1996   |                                | The Dentist                           | Стив Ландърс           | |
| 1997   |                                | On the 2nd Day of Christmas           | Бърт                   | телевизионен филм |
| 1997   | Кървави пари                   | Blood Money                           |                        | |
| 1998   | Касоразбивачите                | Safe Men                              | Франк                  | |
| 1998   |                                | 54                                    | Рико                   | |
| 1998   |                                | Houdini                               | Тео                    | телевизионен филм |
| 1999   |                                | Ride with the Devil                   | Алф Боудън             | |
| 1999   |                                | A Fish in the Bathtub                 | Джоел                  | |
| 2000   | Можеш да разчиташ на мен       | You Can Count on Me                   | Тери Прескот           | |
| 2000   | Вярност                        | Committed                             | Ти-Бо                  | |
| 2000   |                                | The Beat                              | Зейн Маринели          | телевизионен сериал, 8 епизода |
| 2001   | Последният замък               | The Last Castle                       | Йейтс                  | |
| 2001   |                                | Life/Drawing                          | Алекс                  | |
| 2002   |                                | XX/XY                                 | Колс                   | |
| 2002   | Гласът на вятъра               | Windtalkers                           | Папас                  | |
| 2003   | Животът ми без мен             | My Life Without Me                    | Лий                    | |
| 2003   | Поглед от върха                | View from the Top                     | Тед Стюарт             | |
| 2003   | Нож в раната                   | In the Cut                            | детектив Джовани Малой | |
| 2004   | Вече не живеем тук             | We Don't Live Here Anymore            | Джак Линдън            | |
| 2004   | Блясъкът на чистия ум          | Eternal Sunshine of the Spotless Mind | Стан                   | |
| 2004   | Събудих се на 30               | 13 Going on 30                        | Мат Фламхаф            | |
| 2004   | Съучастникът                   | Collateral                            | Фанинг                 | |
| 2005   | Истина ли е...                 | Just Like Heaven                      | Дейвид Абът            | |
| 2005   | Хората говорят                 | Rumor Has It...                       | Джеф Дейли             | |
| 2006   | Цялото кралско войнство        | All the King's Men                    | Адам Стантън           | |
| 2007   | Зодиак                         | Zodiac                                | Дейв Тоши              | |
| 2007   |                                | Reservation Road                      | Дуайт Арно             | |
| 2008   |                                | Blindness                             | доктор                 | |
| 2008   | Родени престъпници             | What Doesn't Kill You                 | Брайън Райли           | - номинация – Сателит за най-добър актьор в драматичен филм. |
| 2008   | Тарикатите Блум                | The Brothers Bloom                    | Стивън                 | - номинация – Сателит за най-добър актьор в мюзикъл или комедия. |
| 2009   | Където бродят дивите неща      | Where the Wild Things Are             | приятелят на Кони      | |
| 2010   | Злокобен остров                | Shutter Island                        | Чък Аул / доктор Шиан  | - номинация – Сатурн за най-добър актьор в поддържаща роля. |
| 2010   |                                | Sympathy for Delicious                | Джо                    | също продуцент и режисьор |
| 2010   | Луда нощ                       | Date Night                            | Брад Съливан           | |
| 2010   | Децата са добре                | The Kids Are All Right                | Пол                    | - номинация – Оскар за най-добра поддържаща мъжка роля. - номинация – Награда на БАФТА за най-добър актьор в поддържаща роля. |
| 2011   | Маргарет                       | Margaret                              | Марети Бърстоун        | |
| 2012   | Отмъстителите                  | The Avengers                          | Брус Банър / Хълк      | |
| 2012   |                                | Thanks for Sharing                    | Адам                   | |
| 2013   | Железният човек 3              | Iron Man 3                            | Брус Банър             | |
| 2013   | Зрителна измама                | Now You See Me                        | Дилан Родс             | |
| 2013   |                                | Can a Song Save Your Life?            | Дан                    | |
| 2014   |                                | Infinitely Polar Bear                 | Камерън                | - номинация – Златен глобус за най-добър актьор в мюзикъл или комедия. |
| 2014   | Ловец на лисици                | Foxcatcher                            | Дейв Шулц              | - номинация – Оскар за най-добра поддържаща мъжка роля. - номинация – Награда на БАФТА за най-добър актьор в поддържаща роля. - номинация – Златен глобус за най-добър поддържащ актьор. - номинация – Сателит за най-добър актьор в поддържаща роля. |
| 2014   | Обикновено сърце               | The Normal Heart                      | Александър Уийкс       | телевизионен филм - Сателит за най-добър актьор в минисериал или телевизионен филм. - номинация – Златен глобус за най-добър актьор в минисериал или телевизионен филм. - номинация – Еми за изключителен актьор в минисериал или телевизионен филм.  |
| 2015   | Отмъстителите: Ерата на Ултрон | Avengers: Age of Ultron               | Брус Банър / Хълк      | |
| 2015   | Спотлайт                       | Spotlight                             | Майкъл Резендес        | - номинация – Оскар за най-добра поддържаща мъжка роля. - номинация – Награда на БАФТА за най-добър актьор в поддържаща роля. - номинация – Сателит за най-добър актьор в поддържаща роля.                                                            |
| 2016   | Зрителна измама 2              | Now You See Me 2                      | Дилан Родс             | |
| 2023   | Клети създания                 | Poor Things                           | Дънкан Уедърбърн       | |